# Литовський тимчасовий уряд
Литовський тимчасовий уряд — короткочасний уряд, сформований 22 квітня 1941 року в Німеччині членами Литовського фронту активістів. Передбачалося, що після нападу Третього Рейху на СРСР незалежність Литви буде відновлена, а новостворений уряд стане законною владою Литви. Німеччина не схвалила ініціативу ЛФА і помістили під домашній арешт главу уряду Казиса Шкірпу.
Попри це, відразу після нападу Німеччини на СРСР члени ЛФА розгорнули активні бойові дії проти радянських військ, взяли під свій контроль великі міста Литви й оголосили про перехід влади до влади тимчасового уряду на чолі з Юозасом Амбразявічюсом. Після заняття Литви німецькими військами окупаційна адміністрація відмовилася визнавати його, і замість нього сформували колабораціоністську установу на чолі з Пятрасом Кубілюнасом.

## Передісторія
Проведені радянським керівництвом і місцевими комуністами в 1940—1941 рр. в Литві соціально-економічні реформи, що супроводжувалися масовими репресіями з боку органів держбезпеки СРСР і гоніннями на католицьку церкву, викликали різке неприйняття значної частини населення республіки. Вторгнення німецької армії в СРСР розцінювалося населенням як акт національного визволення.
В той самий час, на відміну від латишів і естонців, нацисти не розглядали литовців бездоганними союзниками. Їх культурно-історична близькість до поляків і ревний католицизм стали причиною введення в Литві більш жорсткого окупаційного режиму, ніж в Естонії й Латвії. Таким чином, Німеччина не ставила своїм завданням відновлення литовського державного суверенітету, що визначало весь алгоритм дій окупаційної влади. Своєю чергою литовська громадськість не намагалася протидіяти цьому збройним шляхом, вважаючи своїм основним ворогом Радянський Союз.

## Керівники уряду
| Прем'єр-міністр    | Фото | Роки життя | Початок правління | Кінець правління | Примітки |
| ------------------ | ---- | ---------- | ----------------- | ---------------- | -------- |
| Казис Шкірпа       |      | 1895-1979  | 22 квітня 1941    | 23 червня 1941   |          |
| Юозас Амбразявічюс |      | 1903-1974  | 23 червня 1941    | 5 серпня 1941    |          |

## Створення

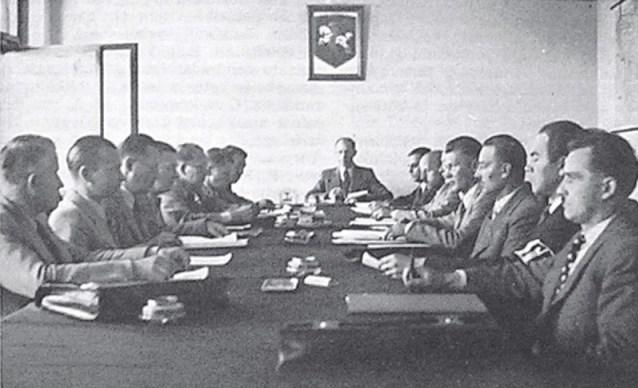
Засідання тимчасового уряду під головуванням Юозаса Амбразявічюса в Каунасі, Литва, 1941 рік

22 червня 1941 року по всій території Литви розпочалося повстання, очолене членами Фронту литовських активістів (Lietuvos Aktyvistų Frontas). Повстанці, що сформували «загони самооборони», взяли під свій контроль залізниці, мости, центри зв'язку, склади продовольства і спорядження, а також зайняли залишені радянськими військами населені пункти. Населення литовських міст і сіл зустрічало німецькі війська як визволителів.
23 червня озброєні формування Фронту литовських активістів, зав'язавши бої з відступаючими частинами Червоної армії, зайняли Вільнюс і оголосили по Каунаському радіо про створення Тимчасового уряду Литви. Прем'єр-міністром нового уряду став професор філології Каунаського університету Юозас Амбразявічюс. На місцях виникли паралельні владні структури — адміністрації Тимчасового уряду Литви та німецькі військові комендатури.
Повноваження Тимчасового уряду Литви не поширювалися на Віленський край. У Вільнюсі було сформовано самостійний Цивільний комітет Вільнюського повіту і міста на чолі з професором права Вільнюського університету Стасисом Жакявічюсом.

## Діяльність
24 червня німецькі війська увійшли в захоплені литовськими повстанцями Каунас і Вільнюс. 25 червня в Берліні гестапо заарештувало голову створеного в Німеччині в жовтні 1940 року колишнього посла Литви в Німеччині Казиса Шкірпу. До 1944 року він перебував під домашнім арештом.
27 червня всі радіостанції Литви були включені в радіомережу Третього рейху. 29 червня Тимчасовий уряд Литви приймає рішення про створення в литовських містах єврейських гетто. В той же день в Каунасі архієпископ Римо-католицької церкви в Литві Йосип Сквірекас заявив про повну підтримку боротьби Німеччини з більшовизмом. Німецька влада заявила про своє бажання співпрацювати з Римо-католицькою церквою в Литві. У той же день Цивільний комітет Вільнюського повіту також видав постанову про створення у Вільнюсі єврейського гетто.
2 липня 1941 Тимчасовий уряд Литви анулював всі правові акти, прийняті з 15 червня 1940, і оголосив, що всі відновлені установи та служби повинні працювати на підставі законів Литовської Республіки, прийнятих до 15 червня 1940 року.
23 липня в структурах литовського самоврядування відбувся військовий переворот, в результаті якого влада в них була захоплена підпільною націоналістичною організацією «Залізний вовк» на чолі з колишнім майором ВПС Литви Йонасом Пірагюсом. Демократичні діячі в адміністрації і поліції були відтіснені радикальними литовськими націоналістами.
28 липня німецькі військові комендатури в Литві передали свої повноваження німецькій цивільній окупаційній адміністрації. У той же день Литва була включена в рейхскомісаріат «Остланд» як генеральний округ «Литва».
30 липня Цивільний комітет Вільнюського повіту і міста видав положення про те, що на території повіту діють закони, прийняті до 15 червня 1940, «якщо вони не суперечать порядкам воєнного часу».
5 серпня 1941 Тимчасовий уряд Литви за наказом окупаційної адміністрації було розпущено, а видані ним закони — анульовані, зокрема, не визнавалися його акти, що скасовують націоналізацію землі, а також розпуск колгоспів і радгоспів. З вулиць міст були прибрані литовські державні прапори.

## Ставлення в сучасній Литві
У вересні 2000 року Вітаутас Ландсберґіс запропонував прийняти Акт про визнання Тимчасового уряду Литви законним урядом країни. Парламентом Литви Акт був схвалений (було подано голосів: За 48, Проти 0, утрималися 3). Після декількох консультацій спікера парламенту В. Ландсбергіса з Президентом країни і послом США він заявив про поспішність прийняття Акта.